# Glicolato deidrogenasi
La glicolato deidrogenasi è un enzima appartenente alla classe delle ossidoreduttasi, che catalizza la seguente reazione:
glicolato + accettore ⇄ gliossilato + accettore ridotto
L'enzima agisce anche sul (R)-lattato. Il 2,6-dicloroindofenolo e la fenazina metosolfato possono agire come accettori. 